# Karoline Borg
Karoline Marie Elliot Borg (* 15. September 1990 in Norwegen) ist eine US-amerikanisch-norwegische Handballspielerin, die im Laufe ihrer Karriere beim norwegischen Erstligisten Aker Topphåndball unter Vertrag stand.

## Karriere

### Im Verein
Karoline Borg begann das Handballspielen im Jahr 1998 beim norwegischen Verein Vollen Håndball. 2007 schloss sich die Linkshänderin Asker SK an, mit deren Damenmannschaft sie in der dritthöchsten norwegischen Spielklasse auflief. Drei Jahre später wechselte Borg zum norwegischen Zweitligisten Njård IL, mit dem sie ein Jahr später in die höchste norwegische Spielklasse aufstieg. Nachdem Njård die Saison 2011/12 auf dem letzten Platz abgeschlossen hatte, trat sie mit dem Verein den Gang in die Zweitklassigkeit an. Nachdem Borg weitere vier Spielzeiten für Njård in der zweithöchsten Spielklasse aufgelaufen war, schloss sie sich dem Erstligisten Oppsal IF an.
Im Sommer 2018 unterschrieb sie einen Vertrag beim norwegischen Zweitligisten Aker Topphåndball, einem Zusammenschluss von Ullern IF und ihres ehemaligen Vereins Njård IL. Mit Aker stieg sie ein Jahr später in die höchste Spielklasse auf. In der Aufstiegssaison erzielte sie 71 Treffer in 22 Ligaspielen. Im Jahr 2021 legte Borg aufgrund ihrer Schwangerschaft ein Pause ein. Nach der Saison 2021/22 beendete Borg ihre Profi-Karriere und schloss sich dem Viertligisten Ullern IF an.

### In Auswahlmannschaften
Borg wurde erstmals 2009 in den Kader der Nationalmannschaft der Vereinigten Staaten berufen. Mit den USA nahm sie an den Panamerikanischen Spielen 2011 in Guadalajara sowie an der Panamerikameisterschaft 2015 in Havanna teil.